# Laborlüftung
Bei der Lüftungstechnik in Laboratorien herrschen durch die Gefahr der Übertragung von mit Schadstoffen belasteter Luft erhöhte Anforderungen, die über die Vorschriften zur Lüftungstechnik an normalen Arbeitsplätzen hinausgehen.

## Planungskriterien
Bei der Planung der Lüftung in einem Labor müssen, neben den Bestimmungen zur Belüftung von Arbeitsplätzen, zusätzliche Aspekte beachtet werden. Bei der Planung jedes Labors ist zunächst im Rahmen einer Gefährdungsbeurteilung zu bestimmen, welche Maßnahmen getroffen werden müssen. So kann es je nach vorgesehener Nutzungsart oder Kenntnisstand der Nutzer zu Abweichungen kommen. Unter verschiedenen Bedingungen, wie eine nur stundenweise Nutzung, ist eine maschinelle Belüftung nicht unbedingt erforderlich. Die grundsätzlichen Anforderungen an raumlufttechnische Anlagen sind:
- der Schutz der Atemluft in dem Labor vor der Eindringung gesundheitsgefährdender Stoffe
- die Berücksichtigung des Zu- und Abluftbedarfs von Laborgeräten
- die Sicherstellung einer angemessenen Raumluftqualität[1]

### Luftwechselzahl
Für die Raumlüftung eines Labors sollte ein Luftwechsel von 25 m³/h pro m² Nutzfläche vorgesehen werden. Dies entspricht bei einer Raumhöhe von drei Metern einem etwa achtfachen Luftwechsel.

### Raumbilanzierung
Weil die Raumluft in einem Labor mit Schadstoffen belastet sein kann, ist es dringend erforderlich, eine Überströmung in andere Räume zu verhindern. Zu diesem Zweck muss im Laborraum ein Unterdruck herrschen. Dieser kann mithilfe der Lüftungsanlage erzeugt werden: Aus dem Raum wird ein größerer Luftvolumenstrom abgeführt als ihm zugeführt wird. Die Differenz zwischen Zu- und Abluft wird durch Überströmung aus anderen Räumen ausgeglichen; hier wird wiederum mehr Luft zugeführt als abgeführt.
Je nach der Art des Labors kann es jedoch auch zu Abweichungen dieser Anforderungen kommen. Ein Beispiel dafür ist die Lüftungstechnik in Reinraumlaboratorien: Hier gilt es, die Raumluft frei von jeglicher Verunreinigung zu halten. In diesem Fall muss in dem Reinraum ein Überdruck herrschen, um eine Nachströmung der Luft aus den anliegenden Räumen zu verhindern.
Weil die Abluft aus einem Labor mit Schadstoffen versetzt sein kann, darf diese nicht als Umluft zurück in die Räume des Gebäudes gelangen. Infolgedessen muss die Zuluft vollständig aus aufbereiteter Außenluft bestehen. Abweichend davon darf die Raumluft in Ausnahmefällen in den Raum zurückgeführt werden, wenn eine Gefährdung durch Schadstoffe auszuschließen ist.

### Akustische Anforderungen
In einem Labor ist ein Schalldruckpegel von 52 dB(A) zulässig. In Sonderfällen, wie bei Räumen, die nicht als ständige Arbeitsplätze dienen, können auch höhere Werte festgelegt werden. Für die Planung empfiehlt es sich jedoch, einen geringeren Wert anzusetzen, weil ein hoher Geräuschpegel bei der Arbeit als störend empfunden werden kann. Beim Einsatz von Schalldämpfern in der Abluft muss jedoch verstärkt auf mögliche Ablagerungen geachtet werden.

### Materialeinsatz
Bei der Wahl des Materials für die Lüftungskanäle in einem Labor müssen einige Kriterien beachtet werden. Hierzu gehören eine hohe Dichtigkeit und eine gute Temperatur- und Korrosionsbeständigkeit der Kanäle. Darüber hinaus dürfen diese nicht zur Brandübertragung beitragen können. Folgende Kanalmaterialien, die diese Anforderungen erfüllen, sind bei einer Laborlüftung einsetzbar:
- Verzinktes Stahlblech
- Edelstahl
- Kunststoff (z. B. PVC-U)

## Abluftverbraucher

### Punktabsaugung
Punktabsaugungen werden bspw. für verschiedene Geräte im Labor vorgesehen, die aufgrund belasteter Dämpfe eine Luftabführung benötigen. Die Punktabsaugung ist an ein flexibles Rohr angebunden, sodass sie genau auf die Gerätschaft gerichtet werden kann. Auf diese Art und Weise können sich Schadstoffe bei Versuchen, die nicht unter einem Abzug durchgeführt werden, nicht im Raum verteilen.

### Sicherheitsschränke
Feuerwiderstandsfähige Lagerschränke müssen Zu- und Abluftöffnungen aufweisen und an ein Abluftsystem oder an ein Zu- und Abluftsystem im Ober- und im Unterteil des Schranks angeschlossen sein, sodass das gesamte Volumen des Schranks durchlüftet wird. Es muss ständig ein mindestens zehnfacher Luftwechsel gewährleistet sein, wobei ein Unterdruck im Schrank herrschen muss. Der Druckabfall darf an dieser Stelle 150 Pa nicht überschreiten.
Werden giftige Gase gelagert, muss ein 120-facher Luftwechsel sichergestellt sein. Bei einer Aufbewahrung von Druckgasflaschen müssen die Zu- und Abluftöffnungen im Brandfall automatisch schließen. Wenn es sich um einen Sicherheitsschrank mit brennbaren Flüssigkeiten handelt, muss diese Reaktion bei einer Temperatur von 70 °C (±10 °C) erfolgen.

### Hinterlüftung der Schränke
Bei Schränken, die bspw. giftige Chemikalien enthalten, die nicht in einem Sicherheitsschrank aufbewahrt werden müssen, ist eine Hinterlüftung notwendig. Durch den Anschluss einer Abluftleitung kann in den Schränken ein Unterdruck geschaffen werden, durch den keine Gase aus dem Schrank austreten können. Die Abluftabführung muss permanent erfolgen, damit auch außerhalb der Betriebszeiten keine Gefahrstoffe entweichen können.

### Abzüge
Neben den Anforderungen für Allgebrauchsabzüge müssen bei Abzügen in Laboratorien weitere beachtet werden. Die Luftströmung in den Abzügen ist so auszulegen, dass bestimmte Schwellenwerte der Konzentration von Chemikalien nicht überschritten werden. Zudem muss die Installation einer Abzugsfunktionsanzeige erfolgen, mithilfe derer eine ordnungsgemäße Funktionsweise überwacht werden kann. Sollte dies nicht der Fall sein, muss sie in der Lage sein, mithilfe akustischer und optischer Signale auf einen Fehler aufmerksam zu machen.
Bei Abrauchabzügen gelten verschärfte Vorschriften. Bei hohen thermischen Lasten muss deren Auswirkung auf den Luftstrom berücksichtigt werden. Auch muss bei der Wahl der Sensoren auf eine ausreichende Temperaturbeständigkeit geachtet werden. Im Abzug muss ein Temperatursensor vorgesehen werden, sodass bei zu hohen Temperaturen ein Alarm ausgelöst werden kann. Erfordert ein Abzug den Einbau eines Säure-Abluftwäschers oder einer Säureberieselung, ist ihr Einfluss auf die Luftströmung zu beachten.

## Luftführungssystem
Für die Luftführung in einem Labor ist die Regelung der Luftströme von zentraler Bedeutung. Hierzu werden von zahlreichen Herstellern verschiedene Systeme angeboten, die die Luftzuführung und -abführung je nach Bedarf regeln. Die Regelung kann durch Aufschaltung auf die Gebäudeleittechnik zentral erfolgen. Neben dieser Art der Regelung ist auch eine örtliche Bedienung möglich.
Für unterschiedliche Betriebssituationen müssen die Luftvolumenströme variabel einstellbar sein. Während dem Raum ständig Zuluft zugeführt wird, variiert die Anzahl und somit auch die abgeführte Luftmenge der genutzten Abzüge. Bei einer Nutzung mehrerer Abzugseinrichtungen ist infolgedessen die Abluft, die aus dem Raum abgeführt wird, zu verringern. Alternativ oder zusätzlich kann die Zuluft in den Raum erhöht werden mit dem Ziel, die Bilanz von Zu- und Abluft immer auf dem gleichen Wert zu halten. Auf diese Art und Weise der Luftmengenregelung kann ein Unterdruck im Raum dauerhaft gewährleistet werden.